# تشيفلاند
تشيفلاند (بالإنجليزية: Chiefland)‏ هي مدينة أمريكية تقع في ولاية فلوريدا. تبلغ مساحة هذه المدينة 10.1 (كم²)،ويبلغ عدد سكانها 1993 نسمة حسب إحصاء سنة 2010 م 1993.تشير إحصاءات سنة 2000م بأن الكثافة السكانية في هذه المدينة تقدر بـ(197.3) نسمة/كم2 